# Bones Hyland
Nah'Shon Lee "Bones" Hyland (Delaware, 14 de setembro de 2000) é um jogador norte-americano de basquete profissional que atualmente joga no Los Angeles Clippers da National Basketball Association (NBA).
Ele jogou basquete universitário por VCU e foi selecionado pelo Denver Nuggets como a 26º escolha geral no draft da NBA de 2021.

## Início da vida e carreira no ensino médio
Hyland começou a jogar basquete depois de assistir seu irmão mais velho, Tykee, jogando no parque. Ele foi apelidado de "Bizzy Bones" ou "Bones" em parte devido à sua estrutura esguia. Hyland estudou na St. Georges Technical High School em Middletown, Delaware. Durante seu primeiro ano, sua prima e avó de 11 meses morreram em um incêndio em sua casa. Hyland escapou pulando de seu quarto no segundo andar e sofreu uma ruptura no tendão patelar, deixando-o afastado por seis meses.
Em seu último ano, ele teve médias de 26,6 pontos, 6,6 rebotes, 4,6 assistências e 3,4 roubos de bola, levando seu time às semifinais do torneio estadual. Ele foi nomeado como o Jogador do Ano em Delaware. Um recruta de quatro estrelas, ele se comprometeu a jogar basquete universitário por VCU.

## Carreira universitária
Em 18 de janeiro de 2020, Hyland marcou cinco cestas de 3 pontos, um recorde de um novato, e 21 pontos em uma vitória de 91-63 sobre St. Bonaventure. Como calouro, ele teve médias de 9,0 pontos, 2,2 rebotes e 1,8 assistências, sendo chamado para a Equipe de Novato da Atlantic 10. Ele acertou 43,4% na faixa de três pontos e estabeleceu um recorde de calouro com 63 cestas de três.
Em sua estreia na segunda temporada em 25 de novembro, Hyland marcou 23 pontos, fazendo cinco cestas de três pontos, em uma vitória de 85-69 sobre Utah State. Em 9 de dezembro, ele marcou 30 pontos, acertando 7 cestas de três pontos, em uma vitória de 95-59 sobre North Carolina A&T. Seis dias depois, Hyland registrou 31 pontos, o recorde de sua carreira, na vitória de 93-68 sobre Western Carolina. Em 5 de março de 2021, ele registrou 30 pontos e 10 rebotes em uma vitória por 73-68 contra Dayton nas quartas de final do Torneio da Atlantic 10. Em seu segundo ano, Hyland teve médias de 19,5 pontos, 4,7 rebotes, 2,1 assistências e 1,9 roubos de bola e foi eleito o Jogador do Ano da Atlantic.
Em 17 de abril de 2021, ele se declarou para o draft da NBA de 2021, renunciando a sua elegibilidade universitária restante.

## Carreira profissional

### Denver Nuggets (2021–2023)
Em 29 de julho de 2021, Hyland foi selecionado pelo Denver Nuggets como a 26ª escolha geral no draft da NBA de 2021, tornando-se a primeira escolha de primeira rodada de VCU em 11 anos. Em 4 de agosto de 2021, ele assinou um contrato de 4 anos e US$10.7 milhões com os Nuggets.
Em 15 de janeiro de 2022, Hyland registrou 27 pontos e 10 rebotes na vitória por 133-96 contra o Los Angeles Lakers. Em 24 de abril, na primeira rodada dos playoffs, ele registrou 15 pontos e 7 assistências para ajudar os Nuggets a vencer o Golden State Warriors por 126-121 no Jogo 4. Embora Hyland tenha jogado 42 jogos com os Nuggets de 2022-23 e tenha tido média de mais de 12 pontos antes de sua troca, ele foi excluído de receber um anel de campeão quando Denver ganhou o título da NBA após mandá-lo para o Los Angeles Clippers.

### Los Angeles Clippers (2023–Presente)
Em 9 de fevereiro de 2023, Hyland foi negociado com o Los Angeles Clippers em uma troca de quatro times que também envolveu o Los Angeles Lakers e o Orlando Magic.
Em 10 de abril de 2024, em uma derrota por 124–108 contra o Phoenix Suns, Hyland marcou um novo recorde de 37 pontos na carreira.

## Estatísticas da carreira

### NBA

#### Temporada regular
| Ano      | Equipe      | PJ  | PT | MPJ  | AP   | 3P   | LL   | RT  | AS  | BR | TO | PPJ  |
| -------- | ----------- | --- | -- | ---- | ---- | ---- | ---- | --- | --- | -- | -- | ---- |
| 2021-22  | Denver      | 69  | 4  | 19.0 | .403 | .366 | .856 | 2.7 | 2.8 | .6 | .3 | 10.1 |
| 2022-23  | Denver      | 42  | 1  | 19.5 | .399 | .378 | .866 | 2.0 | 3.0 | .7 | .3 | 12.1 |
| 2022-23  | LA Clippers | 14  | 0  | 18.9 | .401 | .351 | .750 | 3.5 | 3.4 | .8 | .1 | 10.8 |
| 2023–24  | LA Clippers | 37  | 5  | 14.6 | .386 | .326 | .783 | 1.5 | 2.5 | .7 | .1 | 6.9  |
| Carreira | Carreira    | 162 | 10 | 18.0 | .397 | .355 | .813 | 2.4 | 2.9 | .7 | .1 | 9.9  |

#### Playoffs
| Ano      | Equipe      | PJ | PT | MPJ  | AP   | 3P   | LL    | RT  | AS  | BR | TO | PPJ |
| -------- | ----------- | -- | -- | ---- | ---- | ---- | ----- | --- | --- | -- | -- | --- |
| 2022     | Denver      | 5  | 0  | 17.4 | .361 | .348 | .857  | 2.0 | 3.2 | .2 | .0 | 9.2 |
| 2023     | LA Clippers | 5  | 0  | 16.5 | .341 | .250 | .800  | .8  | .8  | .8 | .2 | 8.6 |
| 2024     | LA Clippers | 3  | 0  | 4.0  | .429 | .200 | 1.000 | .7  | 1.3 | .0 | .0 | 3.7 |
| Carreira | Carreira    | 13 | 0  | 12.6 | .377 | .266 | .885  | 1.1 | 1.7 | .3 | .0 | 7.1 |

### Universitário
| Ano      | Equipe   | PJ | PT | MPJ  | AP   | 3P   | LL   | RT  | AS  | BR  | TO | PPJ  |
| -------- | -------- | -- | -- | ---- | ---- | ---- | ---- | --- | --- | --- | -- | ---- |
| 2019–20  | VCU      | 31 | 10 | 20.6 | .433 | .434 | .667 | 2.2 | 1.8 | .8  | .3 | 9.0  |
| 2020–21  | VCU      | 24 | 24 | 31.9 | .447 | .371 | .862 | 4.7 | 2.1 | 1.9 | .2 | 19.5 |
| Carreira | Carreira | 55 | 34 | 26.2 | .440 | .402 | .764 | 3.4 | 1.9 | 1.3 | .2 | 14.1 |

Fonte:

## Prêmios e Homenagens
- NBA:
  - NBA All-Rookie Team:
    - Segundo time: 2022